# Robert James Shuttleworth
Robert James Shuttleworth (1810 - 19 april 1874) was een Engels ornitholoog, botanicus en malacoloog.
In 1833 huwde hij met Susette De Sury.